# Diffus (Online-Musikmagazin)
Diffus ist ein Online-Musikmagazin mit Sitz in Berlin, das vor allem über Künstler aus dem deutschsprachigen Raum berichtet und die Produktion von Videointerviews zu seinen Kernkompetenzen zählt. Das Magazin wurde im Jahr 2014 von Torben Hodan gegründet, der bis heute den Posten des Chefredakteurs besetzt und auch die Geschäftsführung innehat.
Bei Diffus erscheinen täglich Beiträge über neue und etablierte Musiker und Musikgruppen, aber auch Buchrezensionen. Dabei handelt es sich zumeist um Nachrichten oder Interviews. Auf seinem Youtube-Kanal veröffentlicht das Magazin Videoporträts von Newcomern, Live-Sessions, Auto-Tune Interviews oder Titelstories. Bei den Videointerviews waren schon Künstler wie Casper, Seeed, Tones and I, AnnenMayKantereit und viele weitere zu Gast. Diffus produziert und veröffentlicht außerdem den Mit Verachtung Podcast von Casper und Drangsal, den Zum Dorfkrug Podcast von Zugezogen Maskulin sowie wöchentlich den eigenen News-Podcast DIFFUS NEWS. Erstmals größere Bekanntheit erlangte das Diffus Magazin im November 2016, als ein Artikel über die Releaseshow der Rapper Dat Adam veröffentlicht wurde. Bandmitglied Ardy ließ sich auf Twitter über den Artikel aus und es entbrannte ein Shitstorm, infolge dessen die Macher des Magazins sogar Drohungen von Fans erhielten. Medien wie Noisey oder World Wide Wohnzimmer berichteten über den Vorfall.
Laut Tonspion gehört Diffus bereits im Jahr 2019 und auch 2022 zu den größten deutschen Musikblogs.
Beim Preis für Popkultur im Jahr 2019 war Diffus für seinen Beitrag Shirin David: Warum der Hass gegen sie ungerechtfertigt ist in der Kategorie Schönste Geschichte nominiert.
Im November 2023 hat Diffus sein erstes Print-Magazin veröffentlicht, dem im April 2024 die zweite Ausgabe folgte und das nunmehr zwei Mal im Jahr erscheinen soll.